# Stije Resink
Stije Resink, né le 28 mai 2003 à Amsterdam aux Pays-Bas, est un footballeur néerlandais qui évolue au poste de milieu central à Almere City.

## Biographie

### En club
Né à Dordrecht aux Pays-Bas, Stije Resink est formé par l'AFC IJburg, avant de poursuivre sa formation à l'Almere City.
Il joue son premier match en professionnel le 15 janvier 2021, lors d'une rencontre de championnat contre le Jong AZ (en). Il entre en jeu, et son équipe s'impose sur le score de cinq buts à deux. Le 29 janvier 2021, Resink signe son premier contrat professionnel avec l'Almere City, étant alors lié au club jusqu'en juin 2023.
Le 8 février 2023, Resink signe un nouveau contrat avec Almere City, étant désormais lié au club jusqu'en juin 2025. Il participe à la montée historique du club en première division à l'issue de la saison 2022-2023, l'Almere City sortant vainqueur des barrages de promotion face au FC Emmen le 11 juin 2023 et accédant ainsi à la première division pour la première fois de son histoire.
Resink joue son premier match en Eredivisie, l'élite du football néerlandais, le 19 août 2023, à l'occasion de la deuxième journée de la saison 2023-2024 face au Fortuna Sittard. Il entre en jeu et son équipe est battue par deux buts à un. Il marque son premier but en première division le 2 février 2024, face à l'Excelsior Rotterdam. Titularisé ce jour-là, il marque le but égalisateur de son équipe en reprenant de la tête un coup franc de Peer Koopmeiners juste avant la mi-temps. Almere City parvient à s'imposer à l'issue de la rencontre (2-1 score final),.